# Hexapodidae
Hexapodidae é uma família de caranguejos, a única família da superfamília Hexapodoidea. O grupo era tradicionalmente tratado como uma subfamília da família Goneplacidae e foi originalmente descrito como uma subfamília de Pinnotheridae. Nesta família são conhecidas 21 espécies actuais e 25 fósseis, distribuídas por 15 géneros, dos quais dois são inteiramente fósseis.

## Descrição
Os membros da família Hexapodidae distinguem-se dos restantes Brachyura (verdadeiros caranguejos) pela redução do tórax, tal que apenas sete esternitos estão expostos e apenas quatro pares de pereiópodes estão presentes. Não considerando o par de quelas (pinças) alargadas, essa configuração deixa apenas seis patas funcionais para caminhar, razão pela qual foi atribuído ao grupo o nome específico Hexapus ("seis pés"), e, por ser o género tipo, toda a família lhe tomou o nome. Alguns "caranguejos" do grupo Anomura, como os caranguejos-porcelana e os caranguejos-reais, também apresentam apenas quatro pares visíveis de patas. Com excepção da espécie Stevea williamsi, do México, todos os membros extantes da família têm distribuição natural no Indo-Pacífico e em tornos das costas de África.
Para além dos taxa extantes, a família contém dois géneros conhecidos apenas do registo fóssil: Goniocypoda e Palaeopinnixa. Dois outros géneros incluem representantes vivos e fósseis: Hexapus e Stevea. O registo fóssil da família é conhecido até ao Paleoceno, com registos não validados de uma espécie do Maastrichtiano do Senegal.

## Géneros
Os seguintes géneros estão incluídos na família Hexapodidae:
Os géneros marcados com † são considerados extintos
- †Bellhexapus De Angeli, Guinot, & Garassino, 2010
- †Eohexapus De Angeli, Guinot, & Garassino, 2010
- †Eurohexapus De Angeli, Guinot, & Garassino, 2010
- †Globihexapus Schweitzer & Feldmann, 2001
- †Goniocypoda Woodward, 1867
- Hexalaughlia Guinot, 2006
- Hexapinus Manning & Holthuis, 1981
- Hexaplax Doflein, 1904
- Hexapus De Haan, 1833
- Mariaplax Rahayu & Ng, 2014
- Lambdophallus Alcock, 1900
- Latohexapus Huang, Hsueh, & Ng, 2002
- Paeduma Rathbun, 1897
- †Palaeopinnixa Via, 1966
- Parahexapus Balss, 1922
- Pseudohexapus Monod, 1956
- Rayapinus Rahayu & Ng, 2014
- Spiroplax Manning & Holthuis, 1981
- Stevea Manning & Holthuis, 1981
- Thaumastoplax Miers, 1881
- Theoxapus Rahayu & Ng, 2014
- Tritoplax Manning & Holthuis, 1981